# 康达
康达（法語：Candas，法語發音：[kɑ̃da]）是法国上法蘭西大區索姆省的一个市镇，属于亚眠区。

## 地理
康达（50°6'27"N, 2°15'34"E）面积17.27 平方千米，位于法国上法蘭西大區索姆省，该省份为法国北部沿海省份，北起加来海峡省和北部省，西接滨海塞纳省和大西洋英吉利海峡，南至瓦兹省，东临埃纳省。
与康达接壤的市镇（或旧市镇、城区）包括：博瓦尔、博讷维尔、菲安维莱尔、热赞库尔、隆格维莱特、菲耶弗蒙勒莱、纳乌尔、拉维科涅。

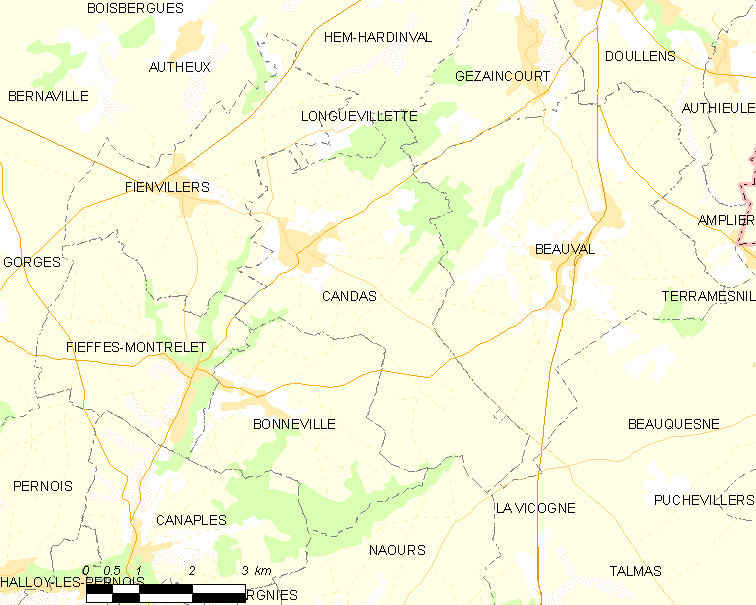
康达的OSM定位图

康达的时区为UTC+01:00、UTC+02:00（夏令时）。

## 行政
康达的邮政编码为80750，INSEE市镇编码为80168。

## 政治
康达所属的省级选区为杜朗县。

## 人口

1962-2008年间康达人口变化图示

康达于2022年1月1日时的人口数量为1046人。